# Ваганец (гмина)
Ваганец (пол. Waganiec) — сельская гмина (волость) в Польше, входит как административная единица в Александрувский повет, Куявско-Поморское воеводство. Население — 4427 человек (на 2004 год).

## Сельские округа
1. Бертово
2. Брудново
3. Юзефово
4. Казмежин
5. Колёня-Свенте
6. Константыново
7. Михалин
8. Нищевы
9. Новы-Збрахлин
10. Плебанка
11. Пшипуст
12. Сежхово
13. Сютково
14. Стары-Збрахлин
15. Шпиталька
16. Сливково
17. Ваганец
18. Ваганец-СХРО
19. Викторын
20. Влошица
21. Вуйтувка
22. Вульне
23. Збрахлин

## Прочие поселения
1. Аряны
2. Бызе
3. Чупково
4. Яново
5. Левин
6. Михалинек
7. Пшипуст-Дольны
8. Пшипуст-Гурны
9. Станново
10. Вульне-Дольне
11. Вульне-Гурне
12. Закшево
13. Зосин

## Соседние гмины
1. Гмина Бондково
2. Гмина Бобровники
3. Гмина Конецк
4. Гмина Любане
5. Нешава
6. Гмина Рацёнжек